# Eupithecia ochracae
Eupithecia ochracae là một loài bướm đêm trong họ Geometridae.